# Arrondissement administratif de Tongres
L'arrondissement administratif de Tongres (en néerlandais : arrondissement Tongeren) est un des trois arrondissements administratifs de la province belge de Limbourg, situés en Région flamande. Il a une superficie de 599,13 km2 et compte 202 390 habitants  au 1er janvier 2025 soit une densité de 337,81 habitants/km².
L’arrondissement fait partie de l’arrondissement judiciaire du Limbourg.

## Histoire
L’arrondissement de Tongres date de 1839 au moment de la séparation de la province néerlandaise de Limbourg en une province belge et une province néerlandaise.
Avant le 1er avril 2014, l’arrondissement faisait partie de l’arrondissement judiciaire de Tongres qui comportait également certaines communes de l’arrondissement administratif de Maaseik.

## Districts/cantons
- Bilzen
- Looz (Borgloon)
- Maasmechelen
- District de Tongres
  - Fourons (Voeren)
  - Riemst
  - Tongres (Tongeren)

## Communes et leurs sections

### Communes
- Alken
- Bilzen-Hoeselt
- Fourons (Voeren)
- Heers
- Herstappe
- Lanaken
- Maasmechelen
- Riemst
- Tongres-Looz (Tongeren-Borgloon)
- Wellen

### Sections
- Alken
- Batsheers
- Berg
- Berlingen
- Beverst
- Bilzen
- Bommershoven
- Boorsem
- Broekom
- Eigenbilzen
- Eisden
- Gellik
- Genoelselderen
- Gors-Opleeuw
- Gotem
- Fologne (Veulen)
- Fouron-le-Comte (’s-Gravenvoeren)
- Fouron-Saint-Martin (Sint-Martens-Voeren)
- Fouron-Saint-Pierre (Sint-Pieters-Voeren)
- Frères (Vreren)
- Grand-Looz (Groot-Loon)
- Grote-Spouwen
- Gutschoven
- Heers
- Hees
- Hex (Heks)
- Hendrieken
- Henis
- Herderen
- 's Herenelderen
- Herstappe
- Herten
- Heure-le-Tixhe (Diets-Heur)
- Hoelbeek
- Hoepertingen
- Hoeselt
- Horpmaal
- Jesseren
- Kanne
- Kerniel
- Kleine-Spouwen
- Koninksem
- Kuttekoven
- Lanaken
- Lauw
- Leut
- Looz (Borgloon)
- Mal
- Marlinne (Mechelen-Bovelingen)
- Martenslinde
- Mechelen-aan-de-Maas
- Meeswijk
- Membruggen
- Mettekoven
- Millen
- Mouland (Moelingen)
- Mopertingen
- Munsterbilzen
- Neerharen
- Neerrepen
- Nerem
- Opgrimbie
- Opheers
- Overrepen
- Petite-Jamine (Klein-Gelmen)
- Pirange(Piringen)
- Rekem
- Rémersdael (Remersdaal)
- Riemst
- Ryckel (Rijkel)
- Riksingen
- Rijkhoven
- Romershoven
- Rosmeer
- Roclenge-Looz  (Rukkelingen-Loon)
- Russon (Rutten)
- Schalkhoven
- Hern-Saint-Hubert (Sint-Huibrechts-Hern)
- Sluse (Sluizen)
- Teuven
- Tongres (Tongeren)
- Ulbeek
- Uikhoven
- Val-Meer
- Vechmaal
- Veldwezelt
- Vlijtingen
- Voort
- Vroenhoven
- Vucht
- Waltwilder
- Wellen
- Werm
- Widoye (Widooie)
- Zichen-Zussen-Bolder

## Démographie
- Source:Statbel - De:1846 à 1970=recensement de la population au 31 décembre; depuis 1980= population au 1er janvier[1]